# Trichoprosopon townsendi
Trichoprosopon townsendi är en tvåvingeart som beskrevs av Stone 1944. Trichoprosopon townsendi ingår i släktet Trichoprosopon och familjen stickmyggor. Inga underarter finns listade i Catalogue of Life.